# Nogueira (Lousada)
Nogueira é uma localidade portuguesa do Município de Lousada que foi sede da extinta Freguesia de Nogueira, freguesia que tinha 1,93 km² de área e 1 253 habitantes (2011), e, por isso, uma densidade populacional de 649,2 hab/km².
A Freguesia de Nogueira foi extinta (agregada) pela reorganização administrativa de 2012/2013, sendo o seu território agregado ao das Freguesias de Silvares, Pias e Alvarenga para criar a nova União de Freguesias de Silvares, Pias, Nogueira e Alvarenga.

## História Administrativa, Biográfica e Familiar
A freguesia de Santa Cristina de Nogueira, comarca de Felgueiras pelo Decreto nº 13.917, de 9 de Julho de 1927, era vigararia da apresentação do Convento de Santa Clara de Vila do Conde, no antigo concelho de Unhão, passando depois a reitoria. Em 1839 aparece na comarca de Amarante e no concelho de Unhão; em 1852, na comarca e concelho (atual município) de Lousada. Da diocese de Braga passou para a do Porto em 1882. Comarca eclesiástica de Amarante - 2º distrito (1907). Primeira vigararia de Lousada (1916; 1970).

## População
| População da freguesia de Nogueira | População da freguesia de Nogueira | População da freguesia de Nogueira | População da freguesia de Nogueira | População da freguesia de Nogueira | População da freguesia de Nogueira | População da freguesia de Nogueira | População da freguesia de Nogueira | População da freguesia de Nogueira | População da freguesia de Nogueira | População da freguesia de Nogueira | População da freguesia de Nogueira | População da freguesia de Nogueira | População da freguesia de Nogueira | População da freguesia de Nogueira |
| ---------------------------------- | ---------------------------------- | ---------------------------------- | ---------------------------------- | ---------------------------------- | ---------------------------------- | ---------------------------------- | ---------------------------------- | ---------------------------------- | ---------------------------------- | ---------------------------------- | ---------------------------------- | ---------------------------------- | ---------------------------------- | ---------------------------------- |
| 1864                               | 1878                               | 1890                               | 1900                               | 1911                               | 1920                               | 1930                               | 1940                               | 1950                               | 1960                               | 1970                               | 1981                               | 1991                               | 2001                               | 2011                               |
| 261                                | 280                                | 365                                | 335                                | 373                                | 422                                | 420                                | 491                                | 500                                | 634                                | 778                                | 985                                | 938                                | 1 060                              | 1 253                              |

| Distribuição da População por Grupos Etários | Distribuição da População por Grupos Etários | Distribuição da População por Grupos Etários | Distribuição da População por Grupos Etários | Distribuição da População por Grupos Etários | Distribuição da População por Grupos Etários | Distribuição da População por Grupos Etários | Distribuição da População por Grupos Etários | Distribuição da População por Grupos Etários | Distribuição da População por Grupos Etários |
| -------------------------------------------- | -------------------------------------------- | -------------------------------------------- | -------------------------------------------- | -------------------------------------------- | -------------------------------------------- | -------------------------------------------- | -------------------------------------------- | -------------------------------------------- | -------------------------------------------- |
| Ano                                          | 0-14 Anos                                    | 15-24 Anos                                   | 25-64 Anos                                   | > 65 Anos                                    |                                              | 0-14 Anos                                    | 15-24 Anos                                   | 25-64 Anos                                   | > 65 Anos                                    |
| 2001                                         | 213                                          | 164                                          | 543                                          | 140                                          |                                              | 20,1%                                        | 15,5%                                        | 51,2%                                        | 13,2%                                        |
| 2011                                         | 220                                          | 158                                          | 712                                          | 163                                          |                                              | 17,6%                                        | 12,6%                                        | 56,8%                                        | 13,0%                                        |